# Challenger de San Juan
El torneo Copa San Juan Gobierno es un torneo profesional de tenis. Pertenece al ATP Challenger Series. Se juega desde el año 2012 sobre superficie de tierra batida, en San Juan, Argentina.

## Palmarés

### Individuales
| Año  | Campeón          | Finalista         | Resultado           |
| ---- | ---------------- | ----------------- | ------------------- |
| 2012 | Thiemo de Bakker | Martín Alund      | 6-2, 3-6, 6-2       |
| 2013 | Guido Andreozzi  | Diego Schwartzman | 6-7(5), 7-6(4), 6-0 |

### Dobles
| Año  | Campeones                       | Finalistas                    | Resultado           |
| ---- | ------------------------------- | ----------------------------- | ------------------- |
| 2012 | Martín Alund Horacio Zeballos   | Nicholas Monroe Simon Stadler | 3–6, 6–2, [14]-[12] |
| 2013 | Guillermo Durán Máximo González | Martín Alund Facundo Bagnis   | 6-3 6-0             |